# Кастелдидоне
Кастелдидоне (итал. Casteldidone) је насеље у Италији у округу Кремона, региону Ломбардија.
Према процени из 2011. у насељу је живело 532 становника. Насеље се налази на надморској висини од 28 м.

## Становништво
| 1936. | 1951. | 1961. | 1971. | 1981. | 1991. | 2001. | 2011. |
| ----- | ----- | ----- | ----- | ----- | ----- | ----- | ----- |
| 1.319 | 1.269 | 1.041 | 804   | 646   | 627   | 569   | 576   |